# 白馬國家公園

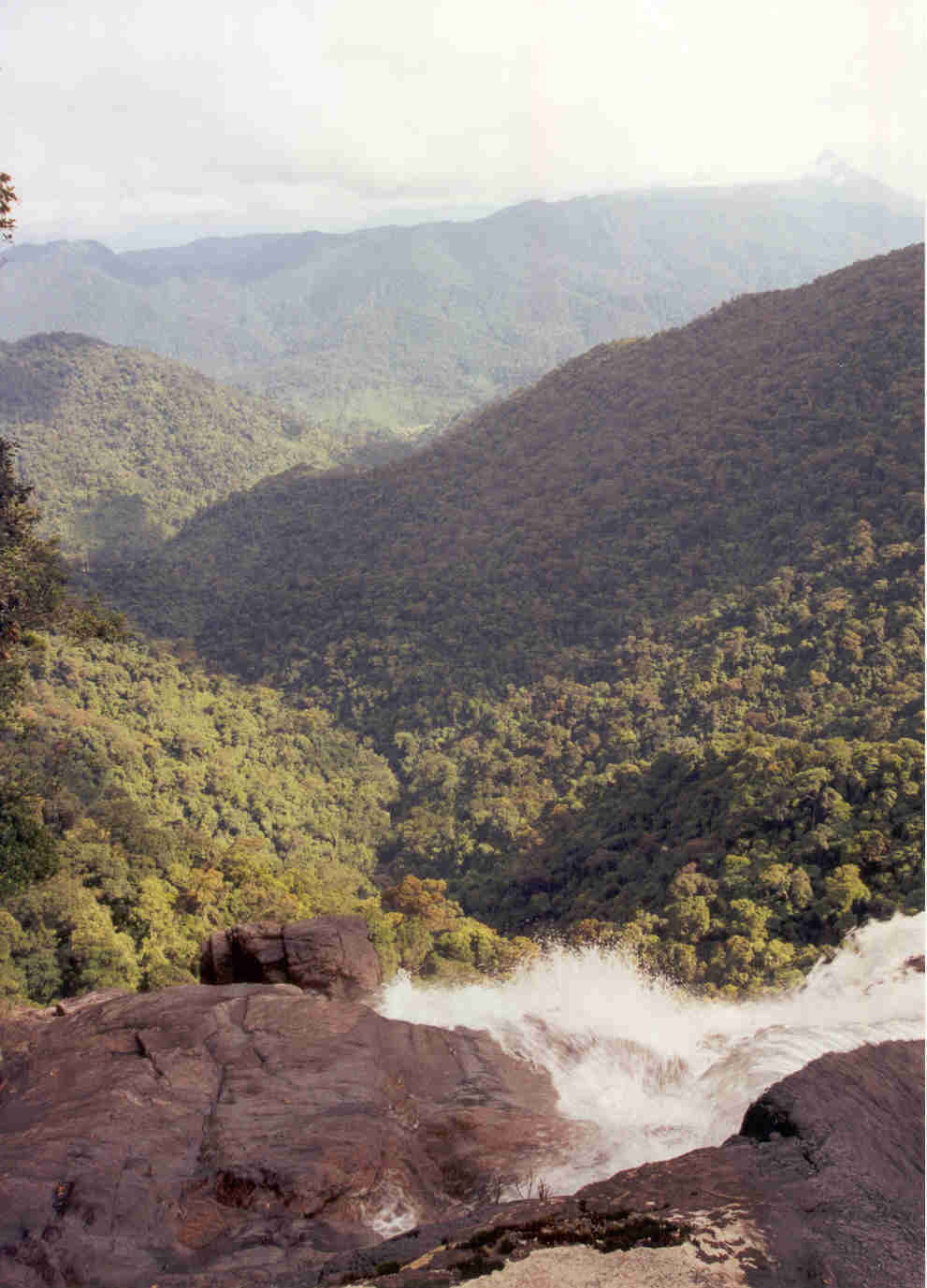

16°12′0″N 107°52′0″E / 16.20000°N 107.86667°E
白馬國家公園是越南的國家公園，位於該國中部，成立於1986年，面積220平方公里，有亞洲象、黑冠長臂猿、白臀葉猴、冠鸞、愛氏鷴等野生動物棲息。